# Nobsa
Nobsa – miasto w Kolumbii, w departamencie Boyacá.